# Гофман, Карл Август Отто
Карл Август Отто Гофман (нем. Karl August Otto Hoffmann или нем. Otto Hoffmann; 1853 — 1909) — немецкий ботаник и учитель.

## Биография
Карл Август Отто Гофман родился 25 октября 1853 года в городе Бесков.
Гофман был учителем средней школы в Берлине.
Он внёс значительный вклад в ботанику, описав множество видов семенных растений. Вместе с Вильгельмом Фатке он описал ботанические образцы, собранные Иоганном Марией Гильдебрандтом на Мадагаскаре. Он также работал с мадагаскарскими коллекциями Христиана Рутенберга и ботаническими образцами, собранными Фридрихом фон Меховым и Эдуардом Теушем во внутренних районах Анголы.
Карл Август Отто Гофман умер 11 сентября 1909 года в Берлине.

## Научная деятельность
Карл Август Отто Гофман специализировался на семенных растениях.

## Почести
Род растений Hoffmanniella семейства Астровые был назван в его честь.